# Fritz Haber
Fritz Haber, född 9 december 1868 i Breslau, död 29 januari 1934 i Basel, var en tysk kemist. Haber mottog Nobelpriset i kemi 1918 för framställning av ammoniak genom syntes i industriell skala – Haber-Boschmetoden. Detta var en upptäckt som möjliggjorde industriell framställning av konstgödsel och som därmed möjliggjorde ökad jordbruksproduktion i ett skede av Europas historia där befolkningen var i snabb ökning.
Haber är även känd som gaskrigets fader, genom att ha varit en av de främsta förespråkarna för att Tyskland skulle börja använda stridsgaser under första världskriget, vilket var möjligt genom Tysklands internationellt sett ledande ställning avseende kemisk industri. Först utnyttjades klorgas, men Haber deltog senare i att utveckla metoder för industriell tillverkning av senapsgas. 1922 utvecklade Haber metoden för att hantera vätecyanid. Hans arbete användes senare, utan hans direkta medverkan, för att utveckla Zyklon B som användes för att mörda över en miljon judar i gaskammare under Förintelsen. Haber lämnade Tyskland 1933 då han, på grund av sin judiska bakgrund, mötte ett stort motstånd och inte längre kunde arbeta fritt inom sitt forskningsområde.
Haber var gift med kemisten Clara Immerwahr, med vilken han fick en son. Efter hustruns självmord gifte han om sig med Charlotte Nathan och fick två barn till.

## Utbildning och karriär
Habers familj i hemstaden Breslau tillhörde stadens äldsta familjer. Hans far var en välkänd köpman.
Haber studerade 1886–1891 vid universiteten i Heidelberg och Berlin samt vid tekniska högskolan i Charlottenburg och praktiserade sedan i kemiska fabriker och i sin faders kemikalieaffär. Efter att ha idkat studier i kemisk teknologi hos Georg Lunge i Zürich förberedde han sig för den akademiska banan hos Ludwig Knorr i Jena och blev 1894 assistent, därefter docent i kemisk teknologi och 1906 professor i fysikalisk kemi och elektrokemi vid tekniska högskolan i Karlsruhe. 1911 blev han föreståndare för Kaiser-Wilhelms-institut für physikalische chemie i Berlin-Dahlem.

## Vetenskaplig gärning
Habers främsta arbeten låg på det fysikalisk-kemiska området och behandla den fysikaliska kemins tillämpning på tekniska processer.
Hans Grundriss der technischen elektrochemie auf theoretischer grundlage utkom 1898. Ett mycket viktigt arbete är hans monografi Thermodynamik technischer gasreaktionen (1905). Av största betydelse blev hans undersökningar över gasreaktionen mellan kväve och väte och den jämvikt, som inträder vid högre temperaturer och tryck mellan dessa gaser och ammoniak. De första mätningarna över denna jämvikt utfördes av Haber och van Oordt 1905; noggrannare resultat erhölls senare av Jost (i Nernsts laboratorium) samt av Haber och Robert Le Rossignol 1908 och 1913.
På grund av den sistnämnde författarens undersökning Ueber die technische Darstellung von Ammoniak aus den Elementen utarbetades metoden för ammoniakframställning i fabriksskala vid Badische Anilin- und Sodafabrik (BASF) i Ludwigshafen under ledning av Carl Bosch. För sin förtjänst om problemet att framställa ammoniak ur väte och luftens kväve belönades Haber med 1918 års Nobelpris i kemi (som delades ut året därpå).
Haber blev ledamot av Kungliga Lantbruksakademien 1923.

## Roll under första världskriget
Under första världskriget utvecklade Haber en livlig organisatorisk verksamhet, särskilt i fråga om gaskriget samt i egenskap av chef för krigsministeriets byrå för kemiska angelägenheter i fråga om den tyska kemiska industrins krigstekniska uppgifter.
Han var en av Tysklands ledande fysikaliska kemister och en mycket verksam ledamot i de sammanslutningar, som hade till uppgift att stödja Tysklands vetenskapliga liv under de svåra förhållanden, som inträtt efter det tyska nederlaget i världskriget 1918.

## Privatliv
Haber föddes 1868 i en judisk familj men såg sig aldrig som praktiserande troende. Han konverterade till luthersk kristendom på 1890-talet, troligen för att förbättra sina karriärsmöjligheter.
Haber träffade Clara Immerwahr 1889 i Breslau (nuvarande Wrocław) medan han gjorde sin militärtjänstgöring. Hon blev 1900 den första kvinnan att erhålla doktorsgrad i kemi vid Universitetet i Breslau. De två gifte sig den 3 augusti 1901 och fick sonen Hermann 1 juni 1902. Clara, som var kvinnorättsaktivist och pacifist, gillade inte att behöva avsluta sin karriär för att vara hemmafru och opponerade sig troligen mot hans arbete med stridsgas. Efter ett gräl med sin man den 2 maj 1915 gick hon ut i trädgården, där hon begick självmord genom att skjuta sig själv i hjärtat med makens tjänsterevolver. Sonen Hermann hörde skottet och fann henne döende. Bara några dagar efter hustruns bortgång for Fritz Haber till östfronten för att övervaka användningen av stridsgas.
Ett par år senare träffade Haber den 21 år yngre Charlotte Nathan. De gifte sig den 25 oktober 1917 och fick barnen Eva Charlotte (1918) och Ludwig Fritz "Lutz" (1921). Även detta äktenskap var stormigt, och slutade i skilsmässa 1927.

### Exil och död
På grund av sin judiska bakgrund lämnade Haber Tyskland 1933 efter nazisternas ökande inflytande och maktövertagande. Han tvingades bort från sin tjänst vid Kaiser Wilhelm-institutet, som han deltagit i grundandet av. Detta skedde trots att Haber var en övertygad tysk nationalist och hade officersgrad i tyska armén. Han blev erbjuden en tjänst vid Universitetet i Cambridge, och tog med sin exfru och deras två barn och flyttade till England.
Haber var kontroversiell till följd av sin insats under första världskriget. Redan 1919 hade hans Nobelpris i kemi lett till protester före och vid prisutdelningen och 1933 var han fortfarande opopulär bland många i Cambridge; Ernest Rutherford vägrade uttryckligen att ta Haber i hand.
I Cambridge träffade Haber Chaim Weizmann. Weizmann erbjöd Haber att bli chef över Sieffs forskningsinstitut (sedermera Weizmann-Institutet) i Reẖovot (i dåvarande Palestinamandatet, nuvarande Israel). Haber tackade ja, men kämpade redan med vacklande hälsa med återkommande kärlkrampsattacker. Han avled den 29 januari 1934, under resan till Palestina, på ett hotell vid en övernattning i Basel.

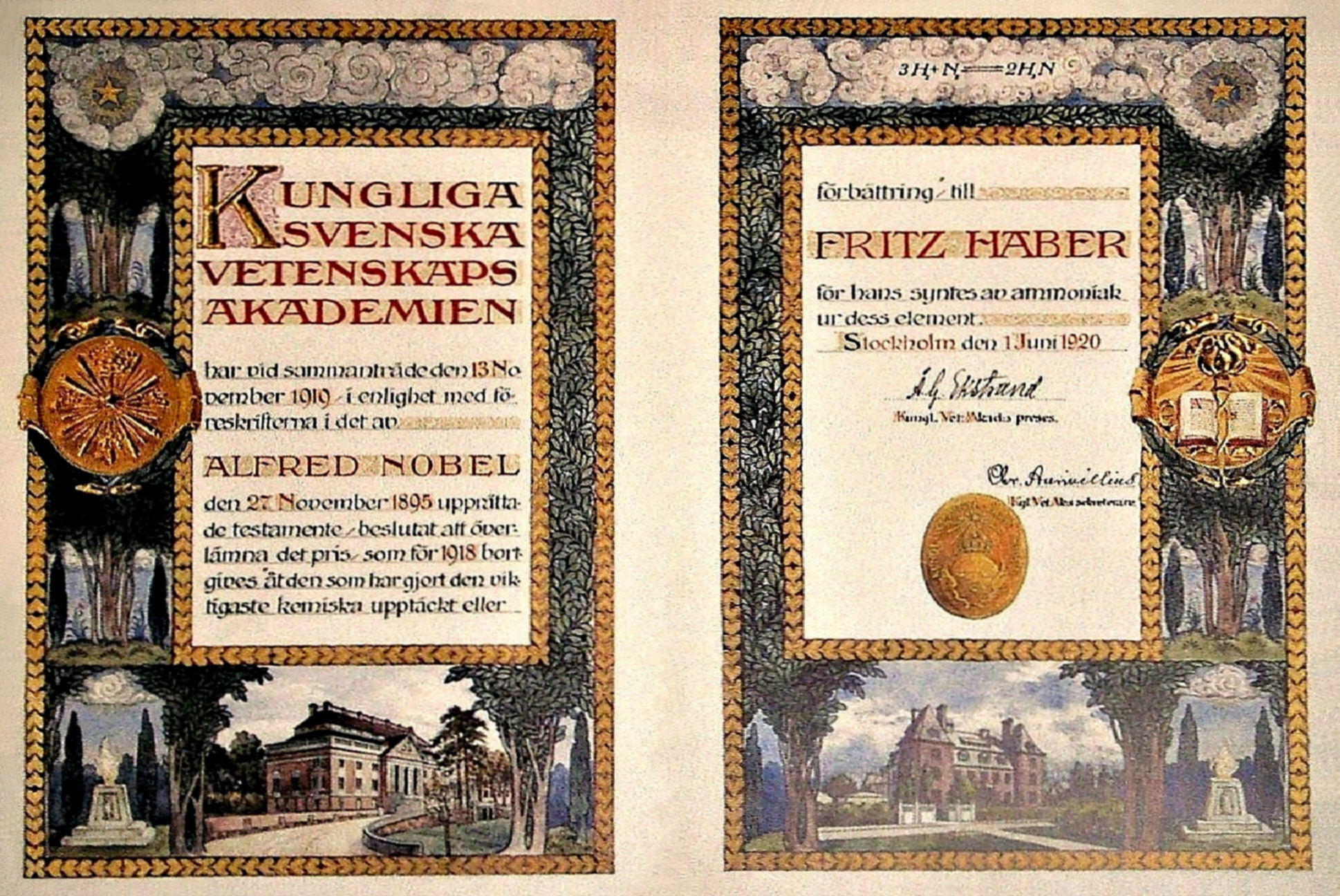
Fritz Habers nobelprisdiplom